# Юнацька ліга УЄФА 2019—2020
Юнацька ліга УЄФА 2019—2020 — сьомий розіграш Юнацької ліги УЄФА, клубного футбольного турніру серед юнацьких команд європейських клубів, проведеного УЄФА.

## Формат
Формат турніру передбачає дві групи команд, які змагаються окремо одне від одного до стикових матчів.
Шлях Ліги чемпіонів УЄФА: 32 юнацькі команди клубів, що беруть участь у Лізі чемпіонів УЄФА збережуть формат і розклад матчів групового етапу, які відповідають груповому етапу Ліги чемпіонів УЄФА. Переможці груп пройдуть в 1/8 фіналу, а команди, що посядуть другі місця, пройдуть в стикові матчі.
Шлях національних чемпіонів: 32 переможці національних юнацьких турнірів проведуть два раунди двохматчевих протистоянь, а вісім переможців пройдуть в стикові матчі.
- У стикових матчах переможці національних юнацьких турнірів зіграють один матч вдома проти команд, що посіли другі місця в групі Шляху Ліги чемпіонів УЄФА.
- В 1/8 фіналу переможці груп Шляху Ліги чемпіонів УЄФА зіграють один матч проти переможців стикових матчів (господарі матчів будуть визначені жеребкуванням).
- У чвертьфіналі, півфіналі та фіналі команди зіграють один з одним по одному матчу (господарі чвертьфінальних матчів будуть визначені жеребкуванням, півфінал і фінал буде проведено на нейтральному стадіоні).

## Команди
Всього в турнірі беруть участь 64 команди:
- Юнацькі команди 32 клубів, що беруть участь у груповому етапі Ліги чемпіонів УЄФА 2018—2019 беруть участь у Шляху Ліги чемпіонів УЄФА.
- Переможці національних юнацьких турнірів 32 найкращих асоціацій у відповідності з їх рейтингом беруть участь в Шляху національних чемпіонів (Асоціації, які не мають переможця національного юнацького турніру і національного чемпіона, який вже потрапив в Шлях Ліги чемпіонів УЄФА, будуть замінені наступною асоціацією в рейтингу УЄФА)[2][3].

## Склади команд
Гравці мають бути народжені не раніше 1 січня 2001 року. Заявка клубу може складати не більше 40 гравців. Дозволено заявити максимум 5 гравців, які народилися з 1 січня 2000 по 31 грудня 2000 року, з яких максимум 3 можуть бути заявлені на конкретний матч.

## Розклад матчів і жеребкувань
Розклад турніру є наступним (всі жеребкування проводяться в штаб-квартирі УЄФА в Ньйоні, Швейцарія, якщо не зазначено інакше).
| Стадія                                 | Раунд         | Дата жеребкування       | 1-й матч                                     | 2-й матч                                     |
| -------------------------------------- | ------------- | ----------------------- | -------------------------------------------- | -------------------------------------------- |
| Груповий етап Шлях Ліги чемпіонів УЄФА | 1 тур         | 29 серпня 2019 (Монако) | 17-18 вересня 2019                           | 17-18 вересня 2019                           |
| Груповий етап Шлях Ліги чемпіонів УЄФА | 2 тур         | 29 серпня 2019 (Монако) | 1-2 жовтня 2019                              | 1-2 жовтня 2019                              |
| Груповий етап Шлях Ліги чемпіонів УЄФА | 3 тур         | 29 серпня 2019 (Монако) | 22-23 жовтня 2019                            | 22-23 жовтня 2019                            |
| Груповий етап Шлях Ліги чемпіонів УЄФА | 4 тур         | 29 серпня 2019 (Монако) | 5-6 листопада 2019                           | 5-6 листопада 2019                           |
| Груповий етап Шлях Ліги чемпіонів УЄФА | 5 тур         | 29 серпня 2019 (Монако) | 26-27 листопада 2019                         | 26-27 листопада 2019                         |
| Груповий етап Шлях Ліги чемпіонів УЄФА | 6 тур         | 29 серпня 2019 (Монако) | 10-11 грудня 2019                            | 10-11 грудня 2019                            |
| Шлях національних чемпіонів            | Перший раунд  | 3 вересня 2019          | 2 жовтня 2019                                | 23 жовтня 2019                               |
| Шлях національних чемпіонів            | Другий раунд  | 3 вересня 2019          | 6 листопада 2019                             | 27 листопада 2019                            |
| Плей-оф                                | Стикові матчі | 16 грудня 2019          | 11-12 лютого 2020                            | 11-12 лютого 2020                            |
| Плей-оф                                | 1/8 фіналу    | 14 лютого 2020          | 3-4 березня 2020                             | 3-4 березня 2020                             |
| Плей-оф                                | Чвертьфінал   | 14 лютого 2020          | 17-18 березня 2020                           | 17-18 березня 2020                           |
| Плей-оф                                | Півфінал      | 14 лютого 2020          | 17 квітня 2020 на стадіоні «Коловрей», Ньйон | 17 квітня 2020 на стадіоні «Коловрей», Ньйон |
| Плей-оф                                | Фінал         | 14 лютого 2020          | 20 квітня 2020 на стадіоні «Коловрей», Ньйон | 20 квітня 2020 на стадіоні «Коловрей», Ньйон |

- На груповому етапі Шляху Ліги чемпіонів УЄФА команди принципово проводять свої матчі по вівторках та середах, в ті ж дні, що і відповідні дорослі команди в Лізі чемпіонів УЄФА; однак, матчі можуть проводитися в інші дні, в тому числі по понеділках і четвергах.
- У першому і другому раундах Шляху національних чемпіонів матчі принципово проводяться по середах; однак, матчі також можуть проводитися в інші дні, в тому числі по понеділках, вівторках і четвергах.
- У стикових матчах, 1/8 фіналу і чвертьфіналах матчі принципово проводяться по вівторках і середах; однак, матчі також можуть проводитися в інші дні, за умови, що вони будуть завершені до наступних дат:
  - Стикові матчі: 13 лютого 2020
  - 1/8 фіналу: 6 березня 2020
  - Чвертьфінал: 20 березня 2020

## Груповий етап
У кожній групі команди грають одна з одною по 2 матчі: вдома та на виїзді (по круговій системі). Команди, що посіли перше місце, виходять у 1/8 фіналу. Команди, що посіли другі місця, виходять у стикові матчі, де до них приєднаються 8 переможців шляху національних чемпіонів.

### Група A
| Поз | Команда         | І | В | Н | П | ГЗ | ГП | РГ | О  | Кваліфікація       |     | РЕА | БРЮ | ПСЖ | ГАЛ |
| --- | --------------- | - | - | - | - | -- | -- | -- | -- | ------------------ | --- | --- | --- | --- | --- |
| 1   | Реал Мадрид     | 6 | 4 | 1 | 1 | 16 | 10 | +6 | 13 | Вихід в 1/8 фіналу |     | —   | 3–0 | 6–3 | 2–4 |
| 2   | Брюгге          | 6 | 3 | 1 | 2 | 12 | 9  | +3 | 10 | Стикові матчі      |     | 2–2 | —   | 2–0 | 3–2 |
| 3   | Парі Сен-Жермен | 6 | 2 | 0 | 4 | 10 | 15 | −5 | 6  |                    |     | 1–2 | 0–4 | —   | 1–0 |
| 4   | Галатасарай     | 6 | 2 | 0 | 4 | 9  | 13 | −4 | 6  |                    | 0–1 | 2–1 | 1–5 | —   |     |

1. 1 2  Очки в матчах між собою: Парі Сен-Жермен 6, Галатасарай 0.

### Група B
| Поз | Команда            | І | В | Н | П | ГЗ | ГП | РГ  | О  | Кваліфікація       |     | БАВ | ЦРВ | ТОТ | ОЛІ |
| --- | ------------------ | - | - | - | - | -- | -- | --- | -- | ------------------ | --- | --- | --- | --- | --- |
| 1   | Баварія            | 6 | 4 | 2 | 0 | 18 | 2  | +16 | 14 | Вихід в 1/8 фіналу |     | —   | 0–0 | 3–0 | 6–0 |
| 2   | Црвена Звезда      | 6 | 3 | 2 | 1 | 8  | 11 | −3  | 11 | Стикові матчі      |     | 1–1 | —   | 2–0 | 2–1 |
| 3   | Тоттенгем Готспур  | 6 | 2 | 1 | 3 | 12 | 12 | 0   | 7  |                    |     | 1–4 | 9–2 | —   | 1–0 |
| 4   | Олімпіакос (Пірей) | 6 | 0 | 1 | 5 | 2  | 15 | −13 | 1  |                    | 0–4 | 0–1 | 1–1 | —   |     |

### Група C
| Поз | Команда        | І | В | Н | П | ГЗ | ГП | РГ | О  | Кваліфікація       |     | АТА | ДЗГ | МСІ | ШАХ |
| --- | -------------- | - | - | - | - | -- | -- | -- | -- | ------------------ | --- | --- | --- | --- | --- |
| 1   | Аталанта       | 6 | 4 | 1 | 1 | 10 | 5  | +5 | 13 | Вихід в 1/8 фіналу |     | —   | 2–0 | 1–0 | 2–2 |
| 2   | Динамо         | 6 | 3 | 2 | 1 | 6  | 5  | +1 | 11 | Стикові матчі      |     | 1–0 | —   | 1–0 | 1–0 |
| 3   | Манчестер Сіті | 6 | 2 | 1 | 3 | 11 | 8  | +3 | 7  |                    |     | 1–3 | 2–2 | —   | 5–0 |
| 4   | Шахтар         | 6 | 0 | 2 | 4 | 5  | 14 | −9 | 2  |                    | 1–2 | 1–1 | 1–3 | —   |     |

### Група D
| Поз | Команда   | І | В | Н | П | ГЗ | ГП | РГ  | О  | Кваліфікація       |     | ЮВЕ | АТЛ | БАЄ | ЛОК |
| --- | --------- | - | - | - | - | -- | -- | --- | -- | ------------------ | --- | --- | --- | --- | --- |
| 1   | Ювентус   | 6 | 5 | 0 | 1 | 17 | 4  | +13 | 15 | Вихід в 1/8 фіналу |     | —   | 2–1 | 4–1 | 1–2 |
| 2   | Атлетіко  | 6 | 4 | 0 | 2 | 11 | 8  | +3  | 12 | Стикові матчі      |     | 0–4 | —   | 2–0 | 3–0 |
| 3   | Баєр 04   | 6 | 1 | 1 | 4 | 6  | 16 | −10 | 4  |                    |     | 0–5 | 0–2 | —   | 2–2 |
| 4   | Локомотив | 6 | 1 | 1 | 4 | 7  | 13 | −6  | 4  |                    | 0–1 | 2–3 | 1–3 | —   |     |

1. 1 2  Очки в матчах між собою: Баєр 4, Локомотив 1.

### Група E
| Поз | Команда   | І | В | Н | П | ГЗ | ГП | РГ  | О  | Кваліфікація       |     | ЛІВ | РБУ | ГЕН | НАП |
| --- | --------- | - | - | - | - | -- | -- | --- | -- | ------------------ | --- | --- | --- | --- | --- |
| 1   | Ліверпуль | 6 | 4 | 1 | 1 | 17 | 6  | +11 | 13 | Вихід в 1/8 фіналу |     | —   | 4–2 | 0–1 | 7–0 |
| 2   | Ред Булл  | 6 | 3 | 1 | 2 | 19 | 11 | +8  | 10 | Стикові матчі      |     | 2–3 | —   | 1–1 | 7–2 |
| 3   | Генк      | 6 | 2 | 2 | 2 | 5  | 6  | −1  | 8  |                    |     | 0–2 | 0–2 | —   | 3–1 |
| 4   | Наполі    | 6 | 0 | 2 | 4 | 5  | 23 | −18 | 2  |                    | 1–1 | 1–5 | 0–0 | —   |     |

### Група F
| Поз | Команда             | І | В | Н | П | ГЗ | ГП | РГ | О  | Кваліфікація       |     | ІНТ | БОР | СЛА | БАР |
| --- | ------------------- | - | - | - | - | -- | -- | -- | -- | ------------------ | --- | --- | --- | --- | --- |
| 1   | Інтер               | 6 | 4 | 0 | 2 | 15 | 7  | +8 | 12 | Вихід в 1/8 фіналу |     | —   | 4–1 | 4–0 | 2–0 |
| 2   | Боруссія (Дортмунд) | 6 | 4 | 0 | 2 | 12 | 9  | +3 | 12 | Стикові матчі      |     | 2–1 | —   | 5–1 | 2–1 |
| 3   | Славія              | 6 | 3 | 0 | 3 | 9  | 16 | −7 | 9  |                    |     | 4–1 | 1–0 | —   | 0–4 |
| 4   | Барселона           | 6 | 1 | 0 | 5 | 8  | 12 | −4 | 3  |                    | 0–3 | 1–2 | 2–3 | —   |     |

1. 1 2  Однакова кількість очок в матчах між собою (по 3). Різниця голів в матчах між собою: Інтер +2, Боруссія (Дортмунд) −2.

### Група G
| Поз | Команда    | І | В | Н | П | ГЗ | ГП | РГ  | О  | Кваліфікація       |     | БЕН | ЛІО | ЛЕЙ | ЗЕН |
| --- | ---------- | - | - | - | - | -- | -- | --- | -- | ------------------ | --- | --- | --- | --- | --- |
| 1   | Бенфіка    | 6 | 5 | 0 | 1 | 17 | 6  | +11 | 15 | Вихід в 1/8 фіналу |     | —   | 1–2 | 2–1 | 1–0 |
| 2   | Ліон       | 6 | 4 | 0 | 2 | 13 | 10 | +3  | 12 | Стикові матчі      |     | 2–3 | —   | 1–0 | 4–2 |
| 3   | РБ Лейпциг | 6 | 1 | 1 | 4 | 5  | 10 | −5  | 4  |                    |     | 0–3 | 1–3 | —   | 1–1 |
| 4   | Зеніт      | 6 | 1 | 1 | 4 | 7  | 16 | −9  | 4  |                    | 1–7 | 3–1 | 0–2 | —   |     |

1. 1 2  Очки в матчах між собою: РБ Лейпциг 4, Зеніт 1.

### Група H
| Поз | Команда  | І | В | Н | П | ГЗ | ГП | РГ | О  | Кваліфікація       |     | АЯК | ЛІЛ | ЧЕЛ | ВАЛ |
| --- | -------- | - | - | - | - | -- | -- | -- | -- | ------------------ | --- | --- | --- | --- | --- |
| 1   | Аякс     | 6 | 3 | 2 | 1 | 13 | 7  | +6 | 11 | Вихід в 1/8 фіналу |     | —   | 4–0 | 0–1 | 1–1 |
| 2   | Лілль    | 6 | 3 | 1 | 2 | 7  | 8  | −1 | 10 | Стикові матчі      |     | 1–2 | —   | 2–0 | 1–0 |
| 3   | Челсі    | 6 | 1 | 3 | 2 | 7  | 9  | −2 | 6  |                    |     | 1–1 | 1–1 | —   | 3–3 |
| 4   | Валенсія | 6 | 1 | 2 | 3 | 10 | 13 | −3 | 5  |                    | 3–5 | 1–2 | 2–1 | —   |     |

## Шлях національних чемпіонів
В Шляху національних чемпіонів 32 команди проводять два раунди двохматчевих протистоянь з матчами вдома і в гостях. Жеребкування відбулося 3 вересня 2019 року. Сіяних команд не було, але перед жеребкуванням 32 команди були поділені на чотири групи, визначені за спортивною та географічною ознакою.
У першому раунді команди з однієї групи зіграли один проти одного. У другому раунді переможці групи 1 зіграли проти переможців групи 2, переможці групи 3 зіграли проти переможців групи 4, а порядок матчів був визначений жеребкуванням.
У разі, якщо після основного часу другого матчу загальний рахунок залишається рівним, для визначення переможця використовується правило голу, забитого на чужому полі. У випадку, якщо команди як і раніше рівні, переможець визначається в серії пенальті (додатковий час не грається)

### Перший раунд
Перші матчі відбулися 2, 3, 5 та 9 жовтня 2019 року, матчі-відповіді — 22-24 жовтня 2019 року.
| Команда 1           | Заг.           | Команда 2             | 1-й матч | 2-й матч |
| ------------------- | -------------- | --------------------- | -------- | -------- |
| АПОЕЛ               | 2:1            | Габала                | 1:1      | 1:0      |
| Шкендія             | 1:3            | Шериф                 | 1:2      | 0:1      |
| МТК                 | 1:3            | Зрінськи              | 1:1      | 0:2      |
| Сарагоса            | 5:1            | Корона                | 1:0      | 4:1      |
| Мінськ              | 2:9            | Дербі Каунті          | 0:2      | 2:7      |
| Ельфсборг           | 1:3            | Мідтьюлланн           | 1:2      | 0:1      |
| Согндал             | 4:2            | Гонка                 | 3:1      | 1:1      |
| Акранес             | 16:1           | ФКІ Левадія           | 4:0      | 12:1     |
| Богеміан            | 1:2            | ПАОК                  | 1:1      | 0:1      |
| Ренн                | 2:1            | Бродарац              | 2:1      | 0:0      |
| Янг Бойз            | 5:5 (ч)        | Рейнджерс             | 3:3      | 2:2      |
| Порту               | 7:2            | Лієпая                | 4:2      | 3:0      |
| Віїторул            | 0:2            | Домжале               | 0:0      | 0:2      |
| Слован (Братислава) | 1:1 (пен. 4:2) | Лудогорець            | 1:0      | 0:1      |
| Динамо              | 10:2           | Шкендія               | 8:0      | 2:2      |
| Астана              | 1:4            | Маккабі (Петах-Тіква) | 1:0      | 0:4      |

### Другий раунд
Перші матчі відбулися 4 та 6 листопада 2019 року, матчі-відповіді — 26-27 листопада та 4 грудня 2019 року.
| Команда 1   | Заг.    | Команда 2             | 1-й матч | 2-й матч |
| ----------- | ------- | --------------------- | -------- | -------- |
| Шериф       | 3:3 (ч) | Согндал               | 2:0      | 1:3      |
| Сарагоса    | 9:0     | АПОЕЛ                 | 5:0      | 4:0      |
| Мідтьюлланн | 3:1     | Зрінськи              | 3:1      | 0:0      |
| Акранес     | 2:6     | Дербі Каунті          | 1:2      | 1:4      |
| Порту       | 5:2     | Домжале               | 2:2      | 3:0      |
| Динамо      | 5:2     | ПАОК                  | 3:0      | 2:2      |
| Рейнджерс   | 4:1     | Слован (Братислава)   | 2:0      | 2:1      |
| Ренн        | 3:0     | Маккабі (Петах-Тіква) | 2:0      | 1:0      |

## Стикові матчі
У стикових матчах 16 команд діляться на вісім пар, у яких грають по одному матчу. Жеребкування було проведено 16 грудня 2019 року. Вісім переможців другого раунду Шляху національних чемпіонів зіграють вдома з командами, що зайняли другі місця в групах Шляху Ліги чемпіонів УЄФА. Команди з однієї асоціації не можуть зіграти одна з одною.
У разі, якщо після основного часу рахунок рівний, переможець визначається в серії пенальті (додатковий час не грається).
Стикові матчі пройшли 11 і 12 лютого 2020. Вісім переможців стикових матчів потрапили в 1/8 фіналу.
| Команда 1    | Рахунок        | Команда 2           |
| ------------ | -------------- | ------------------- |
| Дербі Каунті | 3:1            | Боруссія (Дортмунд) |
| Порту        | 1:1 (пен. 6:7) | Ред Булл            |
| Сарагоса     | 1:3            | Ліон                |
| Динамо       | 0:0 (пен. 3:4) | Динамо              |
| Шериф        | 0:0 (пен. 2:4) | Црвена Звезда       |
| Рейнджерс    | 0:4            | Атлетіко            |
| Мідтьюлланн  | 1:1 (пен. 7:6) | Лілль               |
| Ренн         | 1:1 (пен. 5:3) | Брюгге              |

## Плей-оф
16 команд у турнірі на вибування, у кожній парі було зіграно по одному матчу. Механізм жеребкувань для кожного раунду наступний:
- У жеребкуванні 1/8 фіналу вісім переможців груп Шляху Ліги чемпіонів УЄФА зіграють проти восьми переможців стикових матчів. Команди з однієї групи Шляху Ліги чемпіонів УЄФА не можуть зіграти один з одним, але команди з однієї асоціації можуть зіграти один з одним. Жеребкування також визначить господарів кожного з матчів 1/8 фіналу.
- У жеребкуванні чвертьфіналів і наступних раундів немає посіву, і команди з однієї групи і однієї асоціації можуть зіграти один з одним. Жеребкування також визначає господаря кожного з чвертьфінальних матчів і номінальних «господарів» півфінальних матчів і фіналу (які проводяться на нейтральному полі).

У разі, якщо після основного часу рахунок рівний, переможець визначається в серії пенальті (додатковий час не грається)

### 1/8 фіналу
Матчі відбулися 3-4 березня 2020 року.
| Команда 1     | Рахунок        | Команда 2    |
| ------------- | -------------- | ------------ |
| Баварія       | 2:2 (пен. 5:6) | Динамо       |
| Аякс          | 0:0 (пен. 6:5) | Атлетіко     |
| Аталанта      | 3:3 (пен. 3:5) | Ліон         |
| Інтер         | 1:0            | Ренн         |
| Ред Булл      | 4:1            | Дербі Каунті |
| Бенфіка       | 4:1            | Ліверпуль    |
| Црвена Звезда | 0:3            | Мідтьюлланн  |
| Ювентус       | 1:3            | Реал Мадрид  |

### 1/4 фіналу
Матчі відбулися 18-19 серпня 2020 року.
| Команда 1   | Рахунок | Команда 2   |
| ----------- | ------- | ----------- |
| Мідтьюлланн | 1:3     | Аякс        |
| Динамо      | 1:3     | Бенфіка     |
| Ред Булл    | 4:3     | Ліон        |
| Інтер       | 0:3     | Реал Мадрид |

### 1/2 фіналу
Матчі були зіграні в 22 серпня 2020 року.
| Команда 1 | Рахунок | Команда 2   |
| --------- | ------- | ----------- |
| Бенфіка   | 3:0     | Аякс        |
| Ред Булл  | 1:2     | Реал Мадрид |

## Фінал
Фінальний матч було зіграно в Ньйоні 25 серпня 2020 року на стадіоні «Коловрей».
| 25 серпня 2020 18:00 |

| Бенфіка        | 2:3 | Реал Мадрид                              |
| -------------- | --- | ---------------------------------------- |
| Рамуш 49', 57' |     | Родрігес 26' Жоку 45' (аг) Гутьєррес 50' |

| Спортивний центр Коловрей, Ньйон Глядачів: 0 Арбітр: Кріс Кавана ( Англія) |

## Бомбардири
| Місце | Гравець                       | Клуб               | Голи | Голи | Голи | Голи   |
| Місце | Гравець                       | Клуб               | ГЕ   | ШНЧ  | ПО   | Всього |
| ----- | ----------------------------- | ------------------ | ---- | ---- | ---- | ------ |
| 1     | Роберто Пікколі               | Аталанта           | 6    | —    | 2    | 8      |
| 2     | Трой Парротт                  | Тоттенхем Хотспур  | 6    | —    | —    | 6      |
| 3     | Раян Шеркі                    | Олімпік Ліон       | 4    | —    | 1    | 5      |
| 3     | Кертіс Джонс                  | Ліверпуль          | 5    | —    | 0    | 5      |
| 3     | Юрі Регер                     | Аякс               | 5    | —    | 0    | 5      |
| 3     | Лука Сучич                    | Ред Булл Зальцбург | 4    | —    | 1    | 5      |
| 3     | Морган Уіттакер               | Дербі Каунті       | —    | 5    | 0    | 5      |
| 8     | Ноа Алтерман                  | Брюгге             | 4    | —    | 0    | 4      |
| 8     | Тьягу Данташ                  | Бенфіка            | 3    | —    | 1    | 4      |
| 8     | Матіас де Волф                | Брюгге             | 3    | —    | 1    | 4      |
| 8     | Матіас Фонсека                | Інтернаціонале     | 4    | —    | 0    | 4      |
| 8     | Жуан Феліпе                   | Славія Прага       | 4    | —    | —    | 4      |
| 8     | Пабло Морено                  | Ювентус            | 4    | —    | 0    | 4      |
| 8     | Юссуфа Мукоко                 | Боруссія Дортмунд  | 4    | —    | 0    | 4      |
| 8     | Арно Муїнга                   | Парі Сен-Жермен    | 4    | —    | —    | 4      |
| 8     | Фадіга Уаттара                | Лілль              | 4    | —    | 0    | 4      |
| 8     | Гонсалу Рамуш                 | Бенфіка            | 2    | —    | 2    | 4      |
| 8     | Джованні Рейна                | Боруссія Дортмунд  | 4    | —    | 0    | 4      |
| 8     | Олівер Соренсен               | Мідтьюлланн        | —    | 2    | 2    | 4      |
| 8     | Афонсу Соуза                  | Порту              | —    | 4    | 0    | 4      |
| 8     | Джек Стреттон                 | Дербі Каунті       | —    | 4    | 0    | 4      |
| 8     | Сігурдюр Храннар Торстейнссон | Акранес            | —    | 4    | —    | 4      |
| 8     | Ейтоур Арон Велер             | Акранес            | —    | 4    | —    | 4      |
| 8     | Нейтан Янг-Кумбз              | Рейнджерс          | —    | 4    | 0    | 4      |
| 8     | Джошуа Зіркзе                 | Баварія            | 4    | —    | 0    | 4      |